# Parasmittina obstructa
Parasmittina obstructa is een mosdiertjessoort uit de familie van de Smittinidae. De wetenschappelijke naam van de soort is voor het eerst geldig gepubliceerd in 1889 door Waters.